# Wiegendorf
Wiegendorf est une commune allemande de l'arrondissement du Pays-de-Weimar, Land de Thuringe.

## Géographie
La commune comprend les quartiers de Wiegendorf et de Schwabsdorf.
| Kromsdorf   | Ilmtal-Weinstraße | Apolda       |
|             | Wiegendorf        |              |
| Umpferstedt | Frankendorf       | Kapellendorf |

Wiegendorf est traversé par la Bundesstraße 87.

## Histoire
Wiegendorf est mentionné pour la première fois en 1216, Schwabsdorf en 1136 sous le nom de "Swavestorpe".

## Personnalités liées à la commune
- Gotthard Neumann (1902–1972), préhistorien

## Source de la traduction
- (de) Cet article est partiellement ou en totalité issu de l’article de Wikipédia en allemand intitulé « Wiegendorf » (voir la liste des auteurs).